# الإمبراطور كيتاي
الإمبراطور كيتاي (باليابانية: 継体天皇 كيتاي تينو) هو الإمبراطور السادس والعشرون في اليابان حسب قائمة أباطرة اليابان. لا يوجد أي تواريخ محددة عن فترة حياته أو حكمه. ولكن يعتقد أن فترة حكمه كانت في أوائل القرن السادس الميلادي.